# 2597 Arthur
2597 Arthur este un asteroid din centura principală, descoperit pe 8 august 1980 de Edward Bowell.